# Géza Kuminetz
Géza Kuminetz (* 14. September 1959 in Nagyatád) ist ein ungarischer römisch-katholischer Priester, Theologe und seit 2019 Rektor der Katholischen Péter-Pázmány-Universität.

## Leben
Géza Kuminetz studierte ab 1983 Philosophie und Katholische Theologie in Esztergom sowie am Zentralen Priesterseminar in Budapest. Er empfing 1988 in Csurgó die Priesterweihe für das Bistum Veszprém. 1989 wurde er an der Theologischen Akademie Péter Pázmány zum Dr. theol. promoviert. Von 1989 bis 1991 war er Student des Ungarischen Päpstlichen Instituts an der Päpstlichen Universität Gregoriana und absolvierte ein Lizenziatsstudium des Kanonischen Rechts.
1991 wurde er Professor an der Erzbischöflichen Theologischen Hochschule Veszprém und hatte von 1994 bis 1996 das Vizedirektorat inne. Papst Johannes Paul II. ernannte ihn 1994 zum Kaplan Seiner Heiligkeit. Von 1994 bis 1996 war er Spiritual im Priesterseminar Selige Gisela von Bayern in Veszprém. 1996 wurde Géza Kuminetz zum Professor an der Theologischen Fakultät der Katholischen Péter-Pázmány-Universität ernannt. Zudem war er von 1996 bis 1998 Direktor für Studien der Erzbischöflichen Theologischen Hochschule Veszprém. 1996 absolvierte er ein theologisches Forschungsdoktorat (PhD), 1997 habilitierte er sich in Theologie. Von 1996 bis 2002 hatte er eine Professur im Postgradualen Institut für Kanonisches Recht der Katholischen Péter-Pázmány-Universität inne und war von 2003 bis 2006 zudem Leiter des Instituts.
Seit 2002 ist er als Universitätsprofessor an der Budapester Katholischen Péter-Pázmány-Universität tätig. Er war Dekan der Theologischen Fakultät (2006–2010; 2012–2014) sowie Leiter des Lehrstuhls für Kanonisches Recht der Theologischen Fakultät (2003–2009). Seit 2009 war er Leiter des Lehrstuhls für Pastoraltheologie und Liturgie sowie als Lehrstuhlvertreter für Sach- und Sakramentrecht engagiert. Von 2009 bis 2015 hatte Géza Kuminetz das Rektorat des Zentralen Priesterseminars inne.
Géza Kuminetz wurde 2019 durch die Ungarische Katholische Bischofskonferenz zum Rektor der 1635 gegründeten Katholischen Péter-Pázmány-Universität gewählt und vom Heiligen Stuhls bestätigt sowie vom ungarischen Staatspräsidenten zugestimmt.
Kuminetz ist Mitglied sowohl der Ungarischen als auch der Internationalen Gesellschaft für Kanonisches Recht. Er war Vorsitzender der Ungarischen Gesellschaft zwischen 2003 und 2006. Er hat mehrere Bücher verfasst und Artikel in den wissenschaftlichen Zeitschriften Folia Canonica, Folia Theologica, Kánonjog, Teológia und Studia Wesprimiensia veröffentlicht.